# Кара-Джалский аильный округ
Кара-Джалский аильный округ (аймак) — административная единица в Ак-Суйском районе Иссык-Кульской области Кыргызстана.
Код COATE — 41702 225 812 00 0

## Население
По данным переписи 2022 года, в аильном округе проживало 6 063 человек.

## Известные уроженцы
Касымаалы Эшимбеков — киргизский советский актёр театра и кино, певец, тенор. Народный артист Киргизской ССР (1939). Один из основателей Киргизского профессионального театра.

## Административное деление
В состав Кара-Джалского аильного округа ныне входят населённые пункты:
- Тегизчил
- Джаны-Арык
- Кара-Джал
- Боз-Булун

## Примечание
1. ↑  Государственный классификатор система обозначений объектов административно-территориальных и территориальных единиц Кыргызской республики. Архивная копия от 18 марта 2018 на Wayback Machine — Бишкек: Национальный статистический комитет Кыргызской республики, 2017.
2. ↑  Численность населения областей, районов, городов,поселков городского типа, айылных аймаков и айылов (сел) Кыргызской Республики Архивная копия от 10 ноября 2021 на Wayback Machine (на 2022 год).